# Masaki Yamamoto
Masaki Yamamoto (japanisch 山本 真希 Yamamoto Masaki; * 24. August 1987 in der Präfektur Shizuoka) ist ein japanischer Fußballspieler.

## Karriere
Yamamoto erlernte das Fußballspielen in der Jugendmannschaft von Shimizu S-Pulse. Seinen ersten Vertrag unterschrieb er 2005 bei Shimizu S-Pulse. Der Verein spielte in der höchsten Liga des Landes, der J1 League. Für den Verein absolvierte er 74 Erstligaspiele. 2012 wechselte er zum Ligakonkurrenten Consadole Sapporo. Für den Verein absolvierte er 25 Erstligaspiele. 2013 wechselte er zum Ligakonkurrenten Kawasaki Frontale. Für den Verein absolvierte er 59 Erstligaspiele. 2016 wechselte er zum Zweitligisten JEF United Chiba. Für den Verein absolvierte er 64 Ligaspiele. Im August 2019 wechselte er zum Erstligisten Matsumoto Yamaga FC. Am Ende der Saison 2019 stieg der Verein in die J2 League ab.

## Erfolge
Shimizu S-Pulse
- J.League Cup

Finalist: 2008
- Kaiserpokal

Finalist: 2005, 2010